# Subaru Pleo
Der Subaru Pleo ist ein Kei-Car. Das erste Modell war größer als herkömmliche Kei-Cars aber kürzer als die üblichen Microvans wie der Suzuki Wagon R. Als Eigenentwicklung kam der Pleo 1998 auf den Markt und wurde 2010 durch ein Modell des neuen Mutterkonzerns Toyota bzw. der neuen Konzernschwester Daihatsu ersetzt.

## Subaru Pleo I (1998–2010)
Die erste Generation des Pleo startete am 9. Oktober 1998 und ersetzte den Subaru Vivio als die japanischen Vorschriften in der Kei-Car-Klasse etwas größere Fahrzeuge ermöglichten. Anders als der Vorgänger wurde der Pleo offiziell nicht mehr in Europa angeboten. Erhältlich war der Pleo auch als „Van“ genannter Lieferwagen. Im Juni 1999 startete Subaru eine luxuriöse Ausgabe des Pleo als Subaru Nesta. Im Oktober 2000 wurde der Pleo zum ersten Mal überarbeitet und eine im Retro-Stil gehaltene Ausgabe namens Niccoto angeboten. 
Zum 40. 4WD-Geburtstag von Subaru 2002 wurden drei limitierte Allradantrieb-Editionen auf den Markt gebracht und ab Oktober wurde eine dritte Auflage gestartet. Auf Basis des Pleo wurde ab 2003 auch der Subaru R2 angeboten. Ab Juni 2007 war nur noch das Van-Modell erhältlich. Im Dezember 2009 wurde die Produktion des Pleo I eingestellt.

## Subaru Pleo II (2010–2018)

### Pleo II
Auf Basis einer Zusammenarbeit von Toyota und Subaru wird das neue Modell des Pleo vom Toyota-Tochterunternehmen Daihatsu für Subaru produziert.
Es ist eine Version des in Europa als Daihatsu Cuore bekannten Daihatsu Mira. Das Modell ist mit drei Türen und einer Notrücksitzbank als Pleo Van oder, zu einem höheren Preis, als Pleo mit fünf Türen und vier vollwertigen Sitzen erhältlich. Alle Varianten werden auch mit Allradantrieb angeboten. Der Pleo Van ist mit 5-Gang-Schaltgetriebe oder einem automatischen stufenlosen Getriebe (CVT) erhältlich. Im Rahmen eines kleinen Facelifts wurde Mitte 2011 wurde der Kraftstoffverbrauch gesenkt und ABS als Standardausstattung eingeführt. Es wird seitdem ein Verbrauch von 4,1 bis 5,0 l/100 km je nach Version angegeben.

### Pleo Plus
Eine kürzere, fünftürige Variante wurde ab Ende 2012 unter dem Namen Pleo Plus vertrieben. Diese unterscheidet sich stärker vom Daihatsu Mira.
Während der Pleo nur in einer Ausstattungsvariante angeboten wird, gibt es für den Pleo Plus vier Versionen, wobei für die günstigste kein Allradantrieb erhältlich ist. Ab der zweiten Ausstattungslinie, die etwas teurer als der Standard-Pleo angeboten wird, sind seit August 2013 ein Notbremsassistent und adaptive Bremslichter enthalten. Alle Varianten sind an ein stufenloses Getriebe gekoppelt und haben ein Start-Stopp-System. Der Hersteller gibt Durchschnittsverbräuche von 3,0 l/100 km (Frontantrieb) bzw. 3,3 l/100 km (Allrad) an.

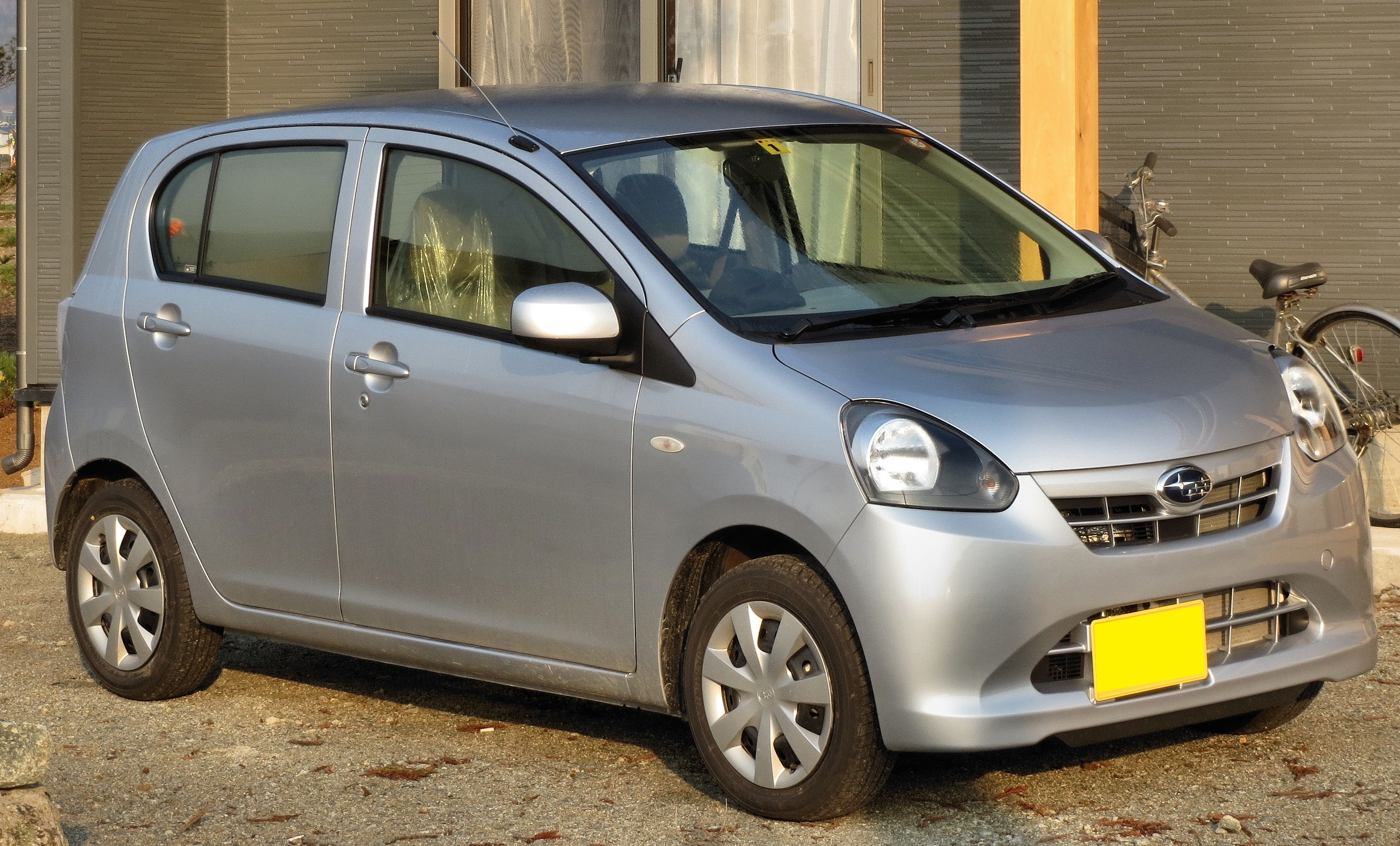
Subaru Pleo Plus

## Subaru Pleo III (seit 2019)
Die dritte Generation wird nur noch als Pleo Plus angeboten. Sie wurde 2019 vorgestellt und basiert auf der zweiten Generation des Daihatsu Mira e:S.